# Sigean
Sigean (okzitanisch: Sijan) ist eine französische Gemeinde mit 5.620 Einwohnern (Stand 1. Januar 2022) in Frankreich. Sie liegt im Département Aude in der Region Okzitanien. Sigean liegt in der Corbières maritimes genannten Landschaft am Ufer des Lagunensees Étang de Bages et de Sigean.
Die Einwohner der Gemeinde heißen Sigeanais.

## Wirtschaft
Ein Teil der landwirtschaftlichen Flächen dient dem Weinbau und die Weinberge liegen innerhalb der geschützten Herkunftsbezeichnung Corbières. Darüber hinaus dürfen die Weine unter dem Namen des Landweins Vin de pays des Coteaux du Littoral Audois vermarktet werden.
Die Gemeinde liegt im Regionalen Naturpark Narbonnaise en Méditerranée, hier befindet sich auch die Parkverwaltung.

## Bevölkerungsentwicklung
| Jahr | Einwohner |
| ---- | --------- |
| 1962 | 2555      |
| 1968 | 3033      |
| 1975 | 3027      |
| 1982 | 3058      |
| 1990 | 3373      |
| 1999 | 4049      |
| 2016 | 5470      |

## Sehenswertes
- Die Réserve Africaine de Sigean, ein 300 Hektar großer Zoo.
- Auf dem Gemeindegebiet befindet sich ein Konfluenzpunkt (siehe hierzu den Artikel Degree Confluence Project).